# صوت آمن

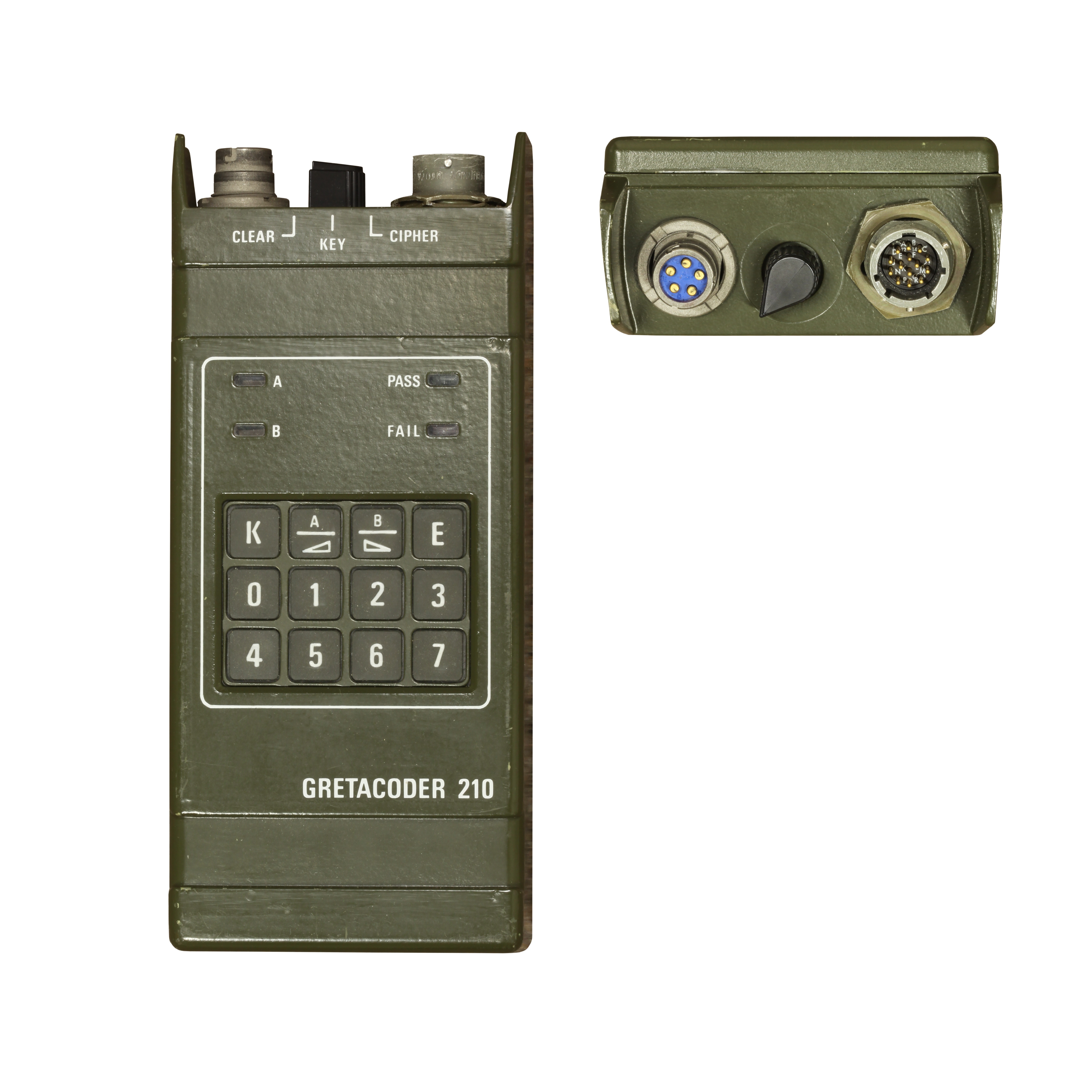
نظام راديو آمن غريتاكودر 210.

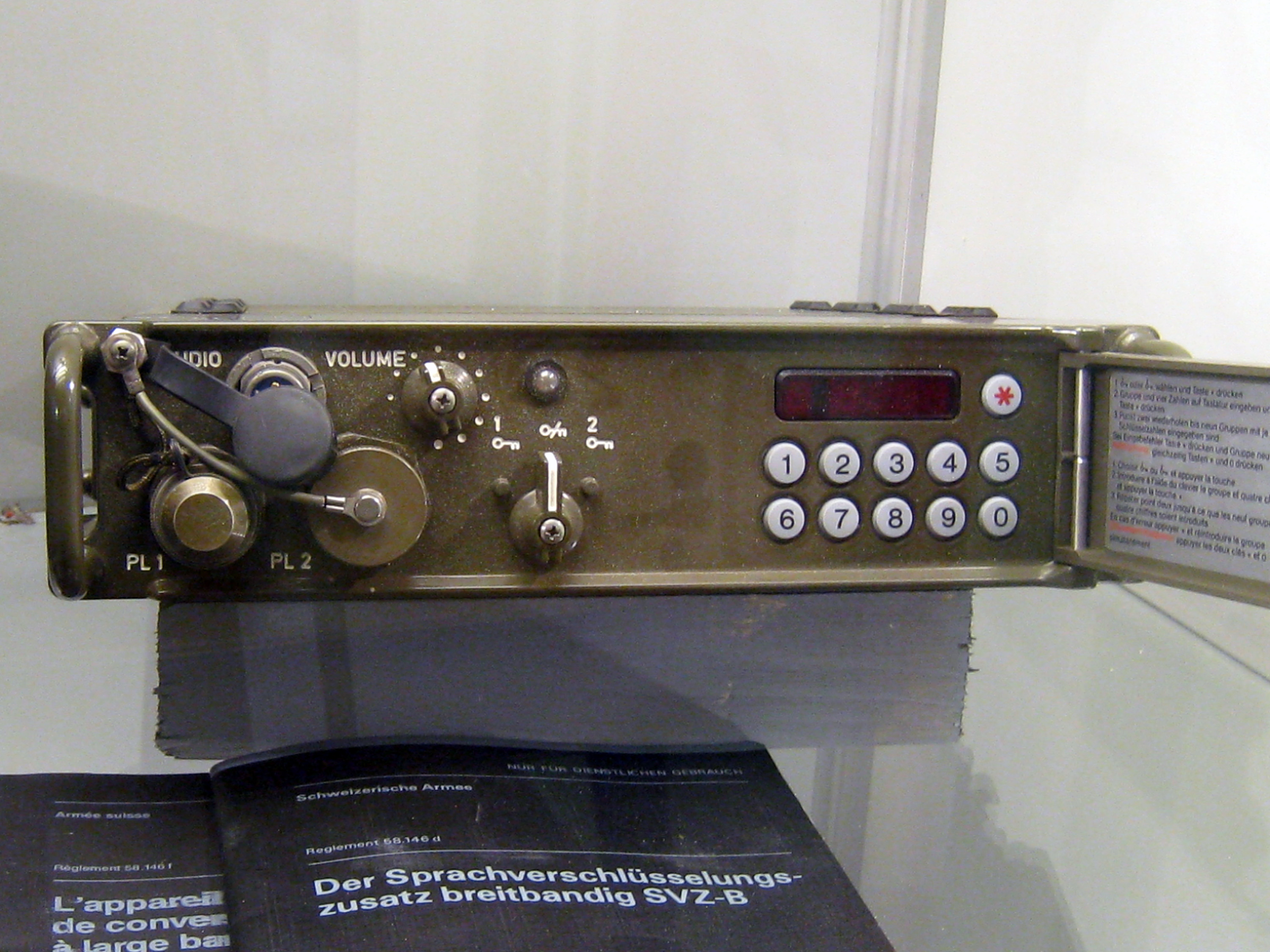
نظام الصوت الآمن CVX-396 كربتو AG

الصوت الآمن (أو الكلام الآمن أو سيفونيني) (بالإنجليزية: Secure voice)‏ هو مصطلح في علم التعمية يُعبر عن تشفير الاتصالات الصوتية عبر مجموعة من أنواع الاتصالات مثل الراديو أو الهاتف أو نقل الصوت باستعمال بروتوكول الإنترنت.

## أنظر أيضا
- علم التعمية
- ضجيج مزيف